# Tetramesa hageni
Tetramesa hageni är en stekelart som först beskrevs av Howard 1896.  Tetramesa hageni ingår i släktet Tetramesa och familjen kragglanssteklar. Inga underarter finns listade i Catalogue of Life.